# Malekjahan Khanoum Qajar Qovanlou 'Mahd Olia'

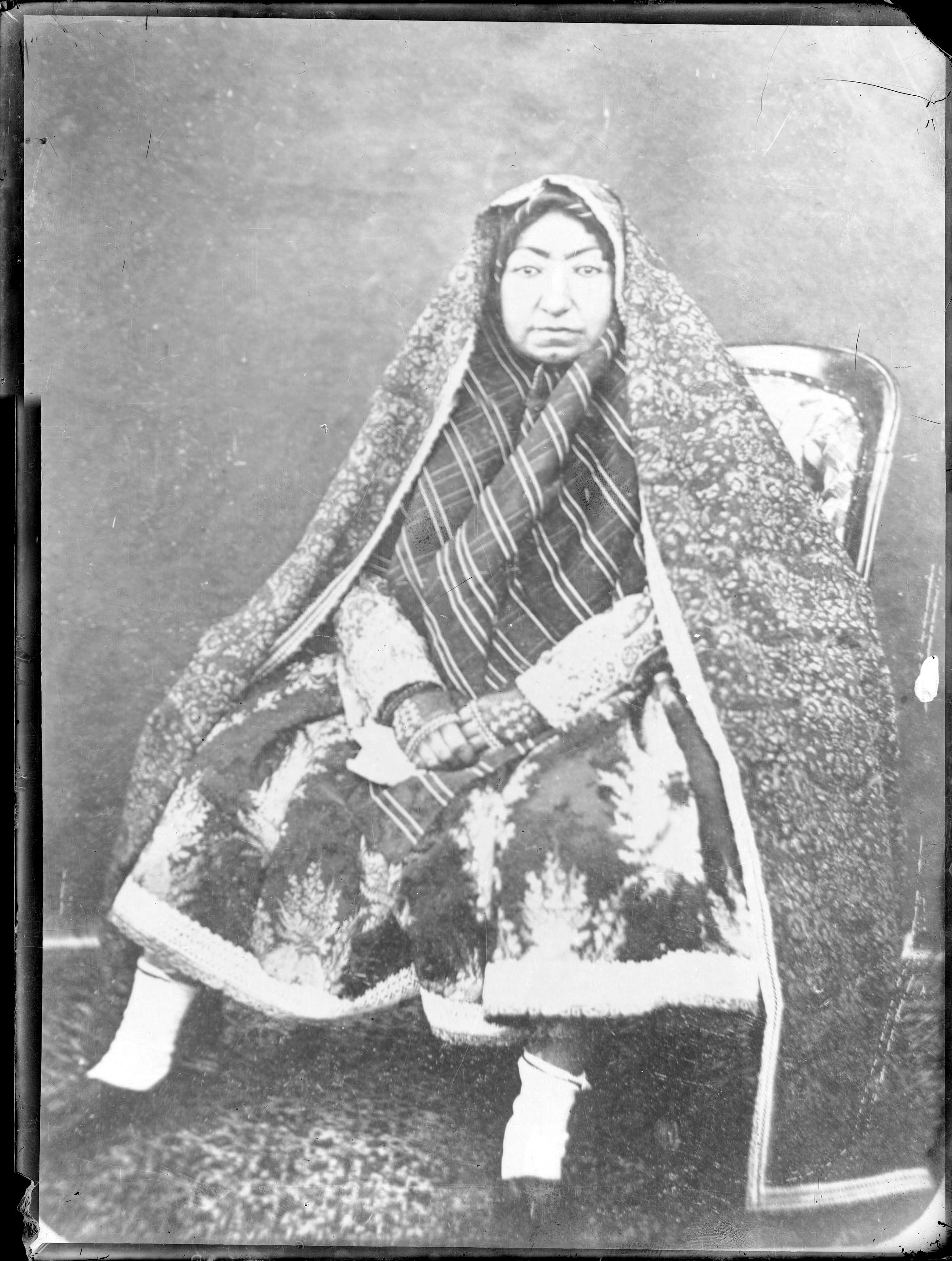
Malekjahan Khanoum 'Mahd Olia', foto door Antoin Sevruguin

Malekjahan Khanoum Qajar Qovanlou 'Mahd Olia' (26 februari 1805 - 2 april 1873) was de echtgenote en moeder van een Perzische koning.
Malekjahan Khanoum was een belangrijk lid van de familie der Kadjaren. Zij was de dochter van  Amir Mohammad Qassem Khan Qajar Qovanlou 'Amir Kabir' en Prinses Begom Jan Khanoum Qajar, een dochter van koning Fath'Ali Kadjar. Aan haar vaderszijde was zij een kleindochter van de belangrijke Kadjaren-commandant Amir Soleyman Khan Qajar Qovanlou 'Amir Kabir' 'Nezam od-Doleh' 'Etezad od-Doleh' en een prinses uit de Zand. Op jonge leeftijd huwde zij haar neef Mohammad Sjah Kadjar, koning van Perzië 1834 tot zijn dood in 1848. Haar echtgenoot had gedurende zijn leven ongeveer 15 echtgenotes, maar niet een van de andere echtgenotes had haar status. Door haar afkomst en familienetwerk, door haar prestige in de harem en als moeder van de kroonprins Naser ed-Din Kadjar. Haar titel Mahd Olia betekent 'Voortreffelijke Wieg' en werd meestal gereserveerd voor de moeder van een kroonprins.
Als weduwe was zij gedurende één maand de regent van Perzië, van 5 september tot 5 oktober 1848. Als koningin-moeder had zij een tijd lang grote invloed aan het hof en op de politiek. Er wordt van haar gezegd dat zij beschikte over een sterke persoonlijkheid en veel politiek vernuft. Samen met de oud-premier Noori gaf zij leiding aan de conservatieve partij aan het hof, voor een belangrijk deel bestaande uit haar familie en de bekleders van bijna erfelijk geworden baantjes, die de vernieuwingen en anti-corruptiemaatregelen van haar schoonzoon, de hervormingsgezinde premier Amir Kabir als een grote bedreiging zagen. Deze strijd zou uiteindelijk leiden tot de executie van Amir Kabir.